# O Caso Farewell
L'Affaire Farewell (prt/bra: O Caso Farewell) é um filme francês de 2009, dos gêneros "drama", "espionagem" e "suspense", dirigido por Christian Carion, com roteiro baseado na história do alto funcionário soviético Vladimir Vetrov, contada no livro Bonjour Farewell: La vérité sur la taupe française du KGB (1997), de Serguei Kostine. O filme foi lançado nos Estados Unidos em junho de 2010 com o título de Farewell.